# たまご
たまご（Tamago、1月8日 - ）は、日本の漫画家、イラストレーター、Flashアニメーション作家。月刊コンプエースにてOtomaniaとの共同の「おんたま」名義で4コマ漫画『ミクぼん』、『はちゅねミク研究所』（同一誌での二本立て）を連載中。大阪在住。現在は苗字がつき「雪乃たまご」として活動している（後述）。

## 来歴
Flashアニメーション作家の森野あるじに出会ったことをきっかけに絵とアニメの世界に入る。Flashアニメでは青池良輔の「CATMAN」などのアシスタントを担当したほか、森野あるじの「ホシノ☆オニオン」で主題歌のボーカルを担当したこともある。
2007年9月、Flashアニメのクリエイター仲間のOtomaniaが音声合成ソフト初音ミクで作成した歌声を聞いたことをきっかけに、初音ミクをデフォルメしたキャラクターイラストを作成、Otomaniaがこのイラストを使い動画サイトニコニコ動画にて動画「VOCALOID2 初音ミクに「Ievan Polkka」を歌わせてみた」を発表したことで、初音ミクの派生キャラクター「はちゅねミク」として人気を集めるようになった。2007年12月発売の角川書店の漫画雑誌『月刊コンプエース』2008年2月号から、主に作画を担当し、主に原作担当のOtomaniaとの「おんたま」名義で、はちゅねミクが主人公の4コマ漫画『はちゅねミクの日常 ろいぱら!』（以下『ろいぱら』）の連載を開始。『ろいぱら!』では単行本付属のCDに収録されているFlashアニメの制作も手がけている。2011年10月号で『ろいぱら』の連載を終了。現在は『月刊コンプエース』の2012年6月号より開始した、初音ミクを主人公とした『ミクぼん』、はちゅねミクを主人公とした『はちゅねミク研究所』の連載を行っている。
また、オリジナル作品としては、2011年3月より芳文社の漫画雑誌『まんがタイム』にて、4コマ漫画『こてこてふぁみりあ』の連載を行っている。

## 改名
2012年11月7日 活動10周年を迎え、師匠の森野あるじと相談した結果「原点回帰」ということで苗字をつけ雪乃たまごとして新たなスタートを切ることをサイト上に記載した。

## 漫画作品
- 『はちゅねミクの日常 ろいぱら!』〈角川書店〉全4巻（『月刊コンプエース』2007年 - 2010年） - 連載デビュー作。おんたま名義。
- 『こてこてふぁみりあ』（『まんがタイム』2011年）
- 『ミクぼん』（『月刊コンプエース』2012年 - ） - おんたま名義。
- 『はちゅねミク研究所』（『月刊コンプエース』2012年 - ） - おんたま名義。